# Shri Nath Tripathi
Shri Nath Tripathi (n. 14 de diciembre de 1913 - 28 de marzo de 1988) fue un actor, cantante y compositor indio, que se hizo famoso desde la década de los años 30 hasta los 80. Trabajó como compositor, escritor, actor y director de cine, dirigiendo varias películas. Una de sus canciones más conocidas fue "Jai Hind, Jai Hind, Jai Hind, Yeh Hind Ki Kahaniyan", que fue escrita y compuesta de su propia autoría para una película titulada Mansarovar (1946). Como actor, también se famoso, cuando empezó a interpretar su personaje principal llamado "Hanuman", esto en algunas películas mitológicas y religiosas como "Hanuman Pataal Vijay", que fue dirigida por Homi Wadia (1951).
Tripathi en 1957, empezó a trabajar como director cinematográfico, principalmente dirigiendo su primera película titulada Rani Roopmati. Dos de sus películas como Rani Roopmati (1959) y Kavi Kalidas (1959), fueron protagonizadas por los actores de cine bastante conocidos como Nirupa Roy y Bharat Bhushan.
Tripathi falleció el 28 de marzo de 1988 a los 75 años de edad en Mumbai, Maharashtra.

## Filmografía

### Como compositor
- Chandan (1941)
- Sewa (1942)
- Duniya Tumhari Hai (1942)
- Chudiyan (1942)
- Panghat (1943)
- Shararat (1944)
- Bachpan (1945)
- Ramayani (1945)
- Ji Haan (1945)
- Adhar (1945)
- Uttara Abhimanyu (1946)
- Mansarovar (1946)
- Shri Ram Bhakta Hanuman (1948)
- Veer Ghatotkach (1949)
- Saudamini (1950)
- Shri Ganesh Mahima (1950)
- Lakshmi Narayan (1951)
- Hanuman Patal Vijay (1951)
- Aladdin Aur Jadui Chirag (1952)
- Nav Durga (1953)
- Tilottama (1954)
- Durga Puja (1954)
- Alibaba and 40 Thieves (1954)
- Inaam (1955)
- Ratna Manjari (1955)
- Chirag-e-Cheen (1955)
- Roop Kumari (1956)
- Panna (1956)
- Sati Naag Kanya 	(1956)
- Raj Rani Meera (1956)
- Hatim Tai (1956)
- Delhi Durbar (1956)
- Bajrang Bali (1956)
- Rani Rupmati (1957)
- Ram Hanuman Yuddha (1957)
- Paristan (1957)
- Khuda Ka Banda (1957)
- Janam Janam Ke Phere (1957)
- Bhakt Pralhad (1959)
- Pakshiraj (1959)
- Kavi Kalidas (1959)
- Jagga Daku (1959)
- Sinhal Dweep Ki Sundari (1960)
- Lal Quila (1960)
- Chandramukhi (1960)
- Do Aadmi (1960)
- Piya Milan Ki Aas (1961)
- Ram Lila (1961)
- Jai Chitod (1961)
- Jadoo Nagri (1961)
- Amrit Manthan (1961)
- Shiv Parvati (1962)
- Sher Khan (1962)
- Sangeet Samrat Tansen (1962)
- Naag Devata (1962)
- Maya Jaal (1962)
- Bijli Chamke Jamna Paar (1962)
- Pareeksha (1963)
- Dev Kanya (1963)
- Zíngaro (1963)
- Cobra Girl (1963)
- Bidesiya (1963)
- Mahasati Anusuya (1964)
- Shankar Khan (1966)
- Lav-Kush (1967)
- Nadir Shah (1968)
- Lahu Pukarega (1968)
- Har Har Gange (1968)
- Shri Krishna Leela (1971)
- Mahashivratri (1972)
- Baal Mahabharat (1973)
- Subhadra Haran (1974)
- Shri Ram Hanuman Yudha (1975)
- Naag Champa (1976)
- Jai Ambe Maa (1977)
- Jai Ganesh (1978)
- Sati Savitri (1981)
- Mahasati Tulsi (1985)
- 108 Teerthyatra (1987)

### Como actor
- Jeevan Naiya (1936)
- Uttara Abhimanyu (1946)
- Woh Zamana (1947)
- Ram Bhakta Hanuman (1948)
- Jai Hanuman (1948)
- Veer Ghatotkach (1949)
- Jai Mahakali (1951)
- Bhakta Puran (1952)
- Aladdin Aur Jadui Chirag (1952)
- Alibaba and 40 Thieves (1954)
- Bhagwat Mahima (1955)
- Delhi Durbar (1956)
- Janam Janam Ke Phere (1957)
- Kavi Kalidas (1959)
- Piya Milan Ki Aas (1961)
- Bidesiya (1963)
- Lav-Kush (1967)
- Deedar (1970)
- Mahashivratri (1972)
- Vishnu Puran (1973)
- Banarasi Babu (1973)
- Ponga Pandit (1975)
- Naag Champa (1976)
- Har Har Gange (1979)
- Mahabali Hanuman (1981)
- Paan khaye Saiyan Hamaar (1984)
- 108 Teerthyatra (1987)

### Como director
- Rani Rupmati (1957)
- Ram Hanuman Yuddha (1957)
- Pakshiraj (1959)
- Kavi Kalidas (1959)
- Piya Milan Ki Aas (1961)
- Amrit Manthan (1961)
- Shiv Parvati (1962)
- Sangeet Samrat Tansen (1962)
- Dev Kanya (1963)
- Bidesiya (1963)
- Mahasati Anusuya (1964)
- Maharaja Vikram (1965)
- Kunwari (1966)
- Lav-Kush (1967)
- Nadir Shah (1968)
- Lahu Pukarega (1968)
- Sati Sulochana (1969)
- Naag Champa (1976)